# Celmisia coriacea
Celmisia coriacea là một loài thực vật có hoa trong họ Cúc. Loài này được (G.Forst.) Hook.f. mô tả khoa học đầu tiên năm 1844.